# كارل أوتو آبل
كارل أوتو آبل (بالألمانية: Karl-Otto Apel)‏ فيلسوف ومدرس فلسفة ألماني، (15 مارس 1922 - 15 مايو 2017) يعتبر من المجددين للفلسفة المتعالية الكانطية وذلك عن طريق ربطها بلغة الاتصالات الحديثة. يعتبر آبل أن اللغة هي الكم المتعالي الأول، بمعنى أنها تشكّل شرطاً قبلياً لكل صحة فهم. ركز أبحاثه أيضاً على إقامة روابط وثيقة بين التقاليد الأنكلوساكسونية في الفلسفة التحليلية وبين تقاليد أوروبا القارية في الفينومينولوجيا والوجودية ونظرية التفسير. كان قريباً في تفكيره من يورغن هابرماس ومتميزاً عنه في نفس الوقت. وهو عضو بالأكاديمية الأوروبية للعلوم والفنون.

## مؤلفاته
1. فكرة اللغة في مأثور الأنسية من دانتي إلى فيكو (1963).
2. تحول الفلسفة (1973).
3. السميوطيقا المتعالية كفلسفة أولى (1977).
4. كيف نفهم هابرماس ضداً على هابرماس (1989).

## روابط خارجية
- كارل أوتو آبل على موقع IMDb (الإنجليزية)
- كارل أوتو آبل على موقع مونزينجر (الألمانية)